# 조지프 K. 맨스필드
조지프 킹 페노 맨스필드(영어: Joseph King Fenno Mansfield, 1803년 12월 22일~1862년 9월 18일)은 미합중국 장교이자, 기술자, 그리고 남북전쟁에서는 북군 장군이었으며, 앤티텀 전투에서 치명상을 입었다.

## 유년기
맨스필드는 코네티컷주 뉴헤이븐에서 헨리와 메리 페노 맨스필드 부부 사이에 태어났다. 그는 1812년 전쟁에 참전했던 조지프 G. 토튼의 조카기도 했다. 나이 14세에 그는 미국 육군사관학교에 입학을 하여, 1822년 40 학급에서 차석으로 졸업을 했다. 그후 그는 군대에 있을 동안 코네티컷주 미들타운에 거주를 하였다. 그는 미군 공병대 소위로 임관을 하였다. 평화기의 군대에서는 진급이 느렸고, 1832년에 중위, 1838년에야 대위로 진급할 수 있었다. 멕시코-미국 전쟁 기간, 1846년 5월 9일 그는 텍사스 브라운 요새의 활약으로 소령으로 명예진급을 하였다. 몬테레이 전투에서는 다리에 부상을 입었고, 그는 이 공으로 그곳에서 다시 중령으로 진급을 한다. 1847년, 부에나 비스타 전투에서 명예 진급을 하여 명예 대령이 되었다. 그 전쟁 이후, 그는 대령으로 진급을 하였고, 1853년 5월 28일에는 미군 장군감독관으로 승진을 하였다.